# Затоваренная бочкотара
«Затова́ренная бочкота́ра» — сатирико-фантастическая повесть русского писателя Василия Аксёнова, написанная в 1968 году и впервые опубликованная в мартовском номере журнала «Юность».

## Сюжет
По поручению своей возлюбленной, продавщицы Серафимы, водитель грузовика Володя Телескопов везёт в райцентр Коряжск бочкотару, которая «затоварилась, зацвела жёлтым цветком». Вместе с ним в Коряжск на вокзал отправляются учительница Ирина Селезнёва, собирающаяся в отпуск на курорт, военный моряк Глеб Шустиков и научный сотрудник Вадим Афанасьевич Дрожжинин, возвращающиеся из отпусков, и пенсионер Иван Моченкин, везущий в областные инстанции жалобу на недостаточное уважение со стороны детей и внуков. По пути они подбирают лаборанта научного института Степаниду Ефимовну, командированную в Крым для отлова редкого жука фотоплексируса, и совершившего вынужденную посадку пилота сельскохозяйственной авиации Ваню Кулаченко.
Путешествие затягивается, поскольку Володя Телескопов мало озабочен выбором правильной дороги, и вообще «едем не куда хотим, а куда бочкотара наша милая хочет». Героям повести приходится три раза ночевать в пути, а в попавшемся на пути городке Гусятине Володя Телескопов напивается, срывает шахматный турнир и едва не получает пятнадцать суток административного ареста за хулиганство, однако пассажирам грузовика удаётся убедить милиционеров братьев Бородкиных сначала заменить арест штрафом, а затем и отпустить Володю.
Приехав в Коряжск, Ирина, Глеб, Вадим, дед Иван и Степанида сначала собираются сесть на экспресс, отбывающий в 19:17, однако потом отказываются от этого намерения.

### Особенности сюжета
Структурно повесть разделяется на две части — основное повествование и сновидения героев, в которых неизменно возникает объединяющая их всех идея Хорошего Человека.
«Странность», фантасмагоричность произведения обозначается с самого начала нелепым эпиграфом: «Затоварилась бочкотара, зацвела желтым цветком, затарилась, затюрилась и с места стронулась. Из газет».

## Создание и публикация повести
Впервые повесть была опубликована в мартовском номере журнала «Юность» за 1968 год с послесловием Евгения Сидорова; оно начиналось словами «Аксёнов написал странную повесть», и в нём проводились параллели с гоголевским «Носом» и другими произведениями русских классиков, где использован приём «остранения действительности». После публикации повести появилось постановление бюро Краснопресненского райкома КПСС, в котором повесть осуждалась как «безыдейная», модернистская и «искажающая советскую действительность», а послесловие было названо «порочным».

## Экранизация
В 1994 году повесть экранизировал российский режиссёр Виталий Галилюк. Полное название 85-минутного фильма, снятого на архангельском ГТРК «Поморье» по сценарию Татьяны Михальченко «Затоваренная бочкотара, или Жаль, что вас не было с нами», однако, из второго титульного произведения в нём присутствует лишь авторский финальный монолог. Происходящее наяву в фильме отснято в чёрно-белом варианте, но сны — цветные. Мысли и содержание снов озвучивает за кадром Ролан Быков. В главных ролях снялись:
- Евгений Шкаев;
- Илья Глущенко;
- Виктор Бегунов;
- Алёна Кошелева;
- Николай Кузнецов;
- Валентина Ячменева.

Фильм снимал оператор Владислав Фролов.
В отличие от оригинального произведения, в фильме отсутствует пилот Ваня Кулаченко и связанные с ним эпизоды, «вторые сны» персонажей (в наличествующие частично перенесено содержание «третьих»); а также часть сюжета, относящаяся к городу Гусятину; сильно урезаны рассказы о Халигалии. Лента завершается очередным общим сном и цитируемым за кадром отрывком из повести «Жаль, что вас не было с нами».